# Hugo Wolf (Politiker)
Hugo Wolf (* 2. Juli 1896 in Mainz; † 4. September 1960 ebenda) war ein hessischer Politiker (VRP) und ehemaliger Abgeordneter des Landtags des Volksstaates Hessen in der Weimarer Republik.
Wolf war der Sohn des Briefträgers Johannes Wolf und dessen Frau Johanna Matharina Maria geborene Busch. Er heiratete am 31. März 1923 in Mainz Johanna Margaretha Karola geborene Frey. Hugo Wolf war evangelischer Konfession.
Wolf studierte Rechtswissenschaften und schloss das Studium mit der Promotion zum Dr. jur. ab. Er wurde Gerichtsassessor in Worms, war 1926 und 1927 Amtsgerichtsrat am Amtsgericht Osthofen und ab 1928 Staatsanwalt am Amtsgericht Mainz.
Vor Februar 1926 wurde Wolf Mitglied der NSDAP. In diesem Monat wurde er zum NS-Provinzialleiter für Rheinhessen ernannt. Ab Oktober 1926 war er auch für den westlichen Teil der Provinz Starkenburg und das Umland von Wiesbaden verantwortlich. 1927 gründete er die Mainzer NSDAP-Ortsgruppe.
Im Vorfeld der hessischen Landtagswahl im November 1927, die von der NSDAP boykottiert wurde, trat Wolf aus der Partei aus. Bei der Wahl erhielt er ein Mandat für die Reichspartei für Volksrecht und Aufwertung. Am 14. April 1931 verließ er die VRP-Fraktion (die außer ihm noch aus Friedrich Axt und Georg Best bestand). Am 17. September 1931 schloss er sich der deutschnationalen Gruppe im Landtag an. Von 1931 bis 1933 leitete Wolf den Stahlhelm in Mainz.
Nach Kriegsende war Wolf 1946/47 einer der Initiatoren der Wiedergründung der Mainzer Ranzengarde.